# Norbert Peters (Ingenieur)
Norbert Peters (* 10. Juli 1942 in Linz; † 4. Juli 2015 in Vannes) war seit 1988 bis zu seiner Emeritierung Direktor des Instituts für Technische Verbrennung (seit 2005, vorher Institut für Technische Mechanik) der RWTH Aachen. 
Seine wissenschaftliche Ausbildung erlangte Peters an der Technischen Hochschule Karlsruhe, der Technischen Universität Berlin und der École Practique des Hautes Études (Paris, Frankreich). Vor seiner Tätigkeit als Institutsdirektor und Universitätsprofessor (C4) an der RWTH Aachen, von 1988 bis zu seiner Emeritierung im Jahre 2010, war er als Assistenzprofessor an der TU Berlin (1972–1976) und als Wissenschaftlicher Rat und Professor (C3) an der RWTH Aachen (1976–1988) tätig. Des Weiteren arbeitete Peters als Gastprofessor an der University of California, San Diego, an der er ab 1996 auch eine außerordentliche Professur innehatte, an der Combustion Research Facility, Sandia Laboratories in Livermore, Kalifornien, sowie als Professor am Department for Mechanical Engineering der Stanford University.
Peters Forschungsschwerpunkt lag in der laminaren und turbulenten Verbrennung. Bekannt geworden ist er auf diesem Gebiet insbesondere durch seine Arbeiten zum Flamelet Modell und zur systematischen Entwicklung reduzierter Reaktionsmechanismen. Darüber hinaus ist er Autor des Fachbuches Turbulent Combustion. Für seine Forschungen wurden ihm zahlreiche Ehrungen und Mitgliedschaften zugesprochen. Peters erhielt unter anderem die Ehrendoktorwürden der Universitäten Brüssel (1994), Darmstadt (2002) und der ETH Zürich (2010). Er war Mitglied der Deutschen Akademie der Technikwissenschaften (acatech) sowie ab 1999 der Nordrhein-Westfälischen Akademie der Wissenschaften und der Künste, sowie Foreign Associate der Academy of Engineering der Vereinigten Staaten. Ihm wurde 1990 der Leibniz-Preis und 2002 die Zeldovich Gold Medal des Combustion Institutes verliehen.